# 中嶋舜司
中嶋 舜司（なかじま しゅんじ　1895年〈明治28年〉3月7日 - 1981年〈昭和56年〉3月11日)は、東京都立川市長（2期）。

## 経歴
東京府北多摩郡立川村（立川町を経て、現在の東京都立川市）生まれ。東京府立第二中学校(現在の東京都立立川高等学校)卒業。立川村会議員、同町会議員、同市会議員を務める。その後、同議長、農業委員会委員長などを務める。
戦後の1947年、立川市長に就任。1期目は市公民館の建設に着手、自治体警察の発足、市営火葬場の建設、児童相談所の開設、上下水道も計画された。
1951年に板谷信一郎に市長を譲るも、1955年に再び市長に就任。立川基地拡張を巡り、反対闘争が起こる。立川市は近隣の昭島市との合併を申し入れたが、拒否された。そんな中、立川市役所第一庁舎が完成、アメリカカリフォルニア州サン・バーナディノ市との姉妹都市締結、市営野球場の完成があった。
1959年に市長を退任した。1981年に86歳で死去した。